# Дачное (Бахчисарайский район)
Да́чное (до 1948 года Толе́; укр. Дачне, крымскотат. Töle, Тёле) — село в Бахчисарайском районе Республики Крым, в составе Железнодорожненского сельского поселения (согласно административно-территориальному делению Украины — Железнодорожненкого сельского совета Бахчисарайского района Автономной Республики Крым).

## Население
| 2001 | 2014 |
| ---- | ---- |
| 200  | ↗266 |

Всеукраинская перепись 2001 года показала следующее распределение по носителям языка
| Язык             | Процент |
| ---------------- | ------- |
| крымскотатарский | 61.5    |
| русский          | 37      |
| другие           | 1       |

### Динамика численности
| - 1805 год — 70 чел. - 1864 год — 103 чел. - 1886 год — 103 чел. - 1887 год — 111 чел. - 1892 год — 80 чел. - 1902 год — 80 чел. - 1915 год — 60/59 чел. | - 1926 год — 276 чел. - 1939 год — 388 чел. - 1989 год — 145 чел. - 2001 год — 200 чел. - 2009 год — 206 чел. - 2014 год — 266 чел. |

## Современное состояние
В Дачном на 2014 год 3 улицы, есть магазин, площадь села 18,6 гектара, население, в 58 дворах, по данным сельсовета на 2009 год — 206 человек, имеется автобусное сообщение с Бахчисараем.

## География
Село расположилось на левом (южном)склоне долина реки Кача, в центральной части района, в семи километрах к юго-западу от Бахчисарая, у начала северо-западных склонов Второй Гряды Крымских гор, высота центра села над уровнем моря 117 м. Транспортное сообщение осуществляется по региональной автодороге 35Н-073 Белокаменное — шоссе 35Р-001 (Симферополь — Севастополь) (по украинской классификации — С-0-10235). Ближайшие железнодорожные станции — платформа 1501 км (2 км) и станция Сирень в 3 километрах.

## История
Ранняя история Толе известна плохо, можно только предположить, что поселение относится к ранним населённым пунктам времён Крымского юрта, основанных в конце XIII—XIV веке наряду с Эски-Юртом, Азизом и другими. На пересечении Качинской долины с продольной, между Внешней и Второй грядами Крымских гор, в районе села в XVII—XVIII веках располагался Толе-Сарай, один из «малых» загородных дворцов крымских ханов, построенный, по свидетельству В. Х. Кондараки, в 1654 году ханом Мехмед Гиреем (вблизи Бахчисара, в деревне Туле по «Краткой истории карымских ханов»). Возможно, по аналогии с тем же Эски-Юртом, татарское поселение возникло на месте более раннего христианского.
Толе встречается в Камеральном Описании Крыма 1784 года, согласно которому в последний период Крымского ханства деревня административно относилась к Бакчисарайскому кадылыка Бахчисарайского каймаканства. После присоединения Крыма к России (8) 19 апреля 1783 года, (8) 19 февраля 1784 года, именным указом Екатерины II сенату, на территории бывшего Крымского Ханства была образована Таврическая область и деревня была приписана к Симферопольскому уезду. После Павловских реформ, с 1796 по 1802 год, входила в Акмечетский уезд Новороссийской губернии. По новому административному делению, после создания 8 (20) октября 1802 года Таврической губернии, Толе был включён в состав Чоргунской волости Симферопольского уезда.
В 1805 году была составлена Ведомость о всех селениях в Симферопольском уезде состоящих с показанием в которой волости сколько числом дворов и душ… от 9 октября 1805 года,, согласно которой в деревне в 14 дворах проживало 70 человек крымских татар, а земля принадлежала некоему майору Сеит-Аге. На военно-топографической карте генерал-майора Мухина 1817 года в Тюйле указано наличие 15 дворов. После реформы волостного деления 1829 года Толе, согласно «Ведомости о казённых волостях Таврической губернии 1829 года», включили в состав Дуванкойской волости (преобразованной из Чоргунской). На карте 1836 года в деревне 14 дворов. Затем, видимо, вследствие эмиграции крымских татар в Турцию, деревня опустела и на карте 1842 года Тюлле обозначен условным знаком «малая деревня», то есть, менее 5 дворов
В 1860-х годах, после земской реформы Александра II, деревню приписали к Каралезской волости. Согласно «Списку населённых мест Таврической губернии по сведениям 1864 года», составленному по результатам VIII ревизии 1864 года, Толе — владельческая татарская деревня, с 20 дворами, 103 жителями и мечетью при реке Каче. По обследованиям профессора А. Н. Козловского начала 1860-х годов, селение обеспечивалось водой из речки и многочисленных родников. На трехверстовой карте Шуберта 1865—1876 года обозначено 16 дворов. На 1886 год в деревне Толе, согласно справочнику «Волости и важнѣйшія селенія Европейской Россіи», проживало 103 человека в 19 домохозяйствах, действовала мечеть В «Памятной книга Таврической губернии 1889 года» в Толе записано 111 жителей и 25 дворов, а на верстовой карте 1890 года — 20 дворов, населённых татарами.
После земской реформы 1890-х годов деревня осталась в составе преобразованной Каралезской волости. Согласно «…Памятной книжке Таврической губернии на 1892 год», в деревне Толе, входившей в Тебертинское сельское общество, числилось 80 жителей в 15 домохозяйствах. 6 домохозяев владели 18 десятинами земли, остальные были безземельные. По «…Памятной книжке Таврической губернии на 1902 год» в деревне Толе, входившей в Тебертинское сельское общество, числилось также 80 жителей в 14 домохозяйствах. В деревне, видимо, давно работал мектеб (мусульманская начальная школа), поскольку к 1913 году ему пришлось строить новое здание. По Статистическому справочнику Таврической губернии. Ч.II-я. Статистический очерк, выпуск шестой Симферопольский уезд, 1915 год, в деревне Толе Каралезской волости Симферопольского уезда числилось 23 двора со смешанным населением в количестве 60 человек приписных жителей и 59 — «посторонних». В общем владении было 24 десятины удобной земли, все дворы с землёй. В хозяйствах имелось 28 лошадей, 2 волов, 13 коров, 10 телят и жеребят.

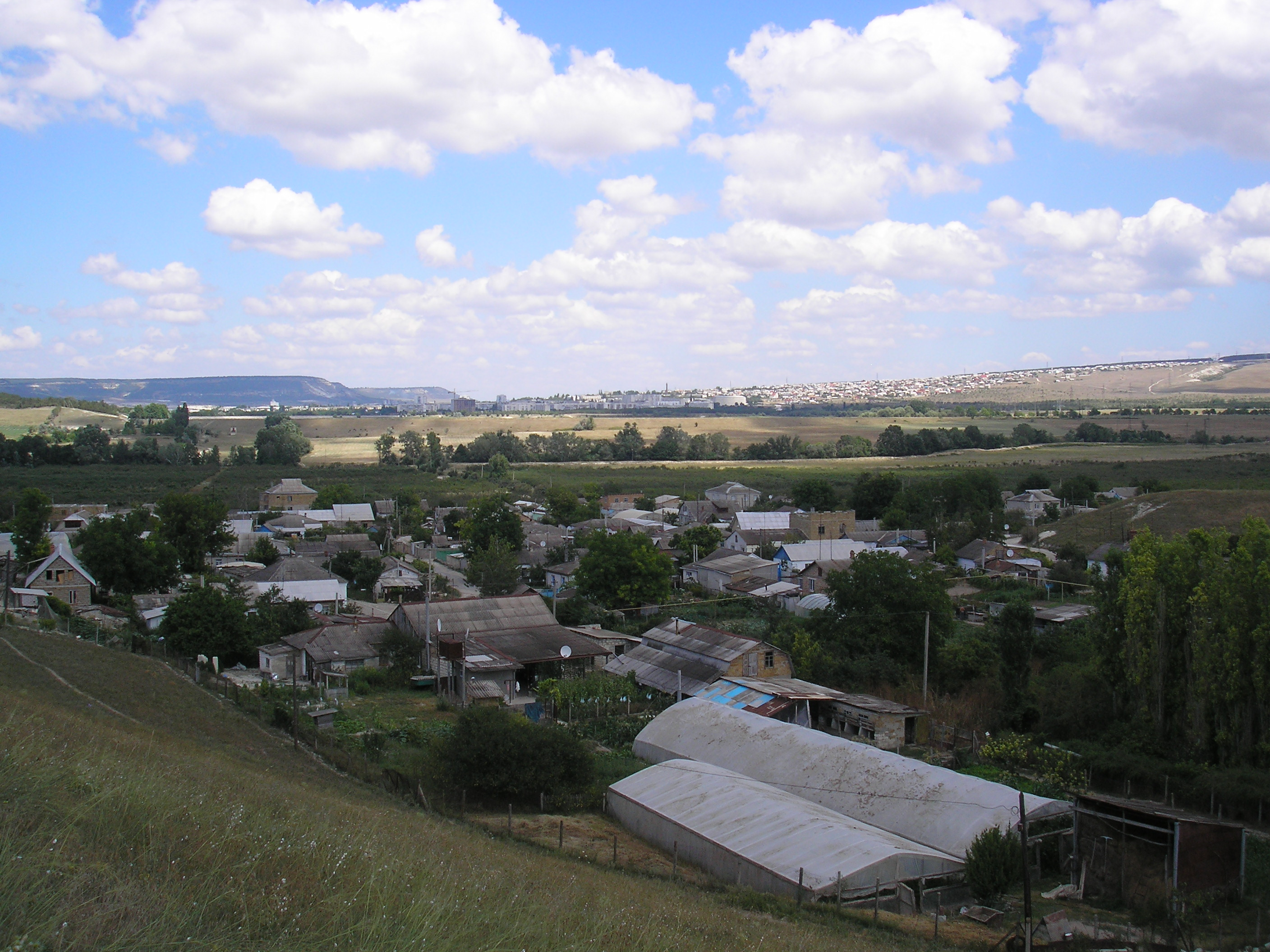

После установления в Крыму Советской власти, по постановлению Крымревкома от 8 января 1921 года была упразднена волостная система и село вошло в состав Бахчисарайского района Симферопольского уезда (округа), а в 1922 году уезды получили название округов. 11 октября 1923 года, согласно постановлению ВЦИК, в административное деление Крымской АССР были внесены изменения, в результате которых был создан Бахчисарайский район и село включили в его состав. Согласно Списку населённых пунктов Крымской АССР по Всесоюзной переписи 17 декабря 1926 года, в селе Толе, Тебертинского сельсовета Бахчисарайского района, числилось 62 двора, из них 60 крестьянских, население составляло 276 человек (125 мужчин и 151 женщина). В национальном отношении учтено: 195 татар, 57 русских, 20 украинцев, 1 грек, 3 записаны в графе «прочие». По данным всесоюзная перепись населения 1939 года в селе проживало 388 человек.
В XX веке население деревни начало расти, достигнув перед войной 400 человек, причём солидную часть, около 30 %, составляли уже русские и украинцы. В 1944 году, после освобождения Крыма от фашистов, согласно
Постановлению ГКО № 5859 от 11 мая 1944 года, 18 мая крымские татары были депортированы в Среднюю Азию. 12 августа 1944 года было принято постановление № ГОКО-6372с «О переселении колхозников в районы Крыма» по которому в район планировалось переселить 6000 колхозников и в сентябре 1944 года в район приехали первые новосёлы (2146 семей) из Орловской и Брянской областей РСФСР, а в начале 1950-х годов последовала вторая волна переселенцев из различных областей Украины. 18 мая 1948 года, по указу Президиума Верховного Совета РСФСР село Толе было переименовано в Дачное. С 25 июня 1946 года в составе Крымской области РСФСР. На 1953 год Дачное ещё входило в Тургеневский сельсовет. 26 апреля 1954 года Крымская область была передана из состава РСФСР в состав УССР. На 15 июня 1960 года Дачное в составе Предущельненского сельсовета, на 1968 год — в составе упразднённого впоследствии Подгородненского, с 1970 года — в Железнодорожненском сельсовете. По данным переписи 1989 года в селе проживало 145 человек. С 12 февраля 1991 года село в восстановленной Крымской АССР, 26 февраля 1992 года переименованной в Автономную Республику Крым. С 21 марта 2014 года в составе Крыма аннексировано Россией.